# Viggja
Viggja este o localitate din comuna Skaun, provincia Sør-Trøndelag, Norvegia, cu o suprafață de 0,22 km² și o populație de 351 locuitori (2013).